# Телесюжет про розіп'ятого хлопчика
12 і 13 липня 2014 року, у розпал війни на Донбасі, на російському «Першому каналі» в ефір вийшов телесюжет про «розіп'ятого хлопчика». У ньому жінка розповідала, як на власні очі бачила страту маленького сина і дружини «ополченця» українськими військами на центральній площі Слов'янська. Події розказаної історії не мали жодного підтвердження, вся історія є повністю вигаданою.
Скандальний сюжет отримав значний відгук у суспільстві. Одні побачили в ньому приклад крайнього непрофесіоналізму і використання російських державних ЗМІ в інформаційній війні з метою розпалення ненависті та ворожнечі, інші — доказ того, що «дезінформація» і «брехня» стали нормою для російських державних ЗМІ, треті згадують цей телесюжет як приклад одного з найяскравіших проявів так званої «політики післяправди», яка останнім часом переважає у різних громадських системах, серед яких почесне місце займає Росія.

## Сюжет
Ввечері 12 липня 2014 року на «Першому каналі» було показано сюжет «Біженка зі Слов'янська згадує, як при ній стратили маленького сина та дружину ополченця». У ньому жінка, що назвалася Галиною Пишняк, уродженкою Закарпаття, розповіла про події, що нібито відбувалися одразу після того, як українські військові вибили російських терористів Гіркіна зі Слов'янська:

На площі зібрали жінок, тому що чоловіків вже не було. Жінки, дівчатка, люди похилого віку.. І це називається показова страта. Взяли дитину трьох років, хлопчика маленького, в трусиках, в футболці, як Ісуса, на дошку оголошень прибили. Один прибивав, двоє тримали. І це все на маминих очах. Маму тримали. І мама дивилася, як дитина стікає кров'ю. Крики. Верески. І ще взяли — надрізи зробили, щоб дитина мучилась. Там неможливо було. Люди непритомніли. А потім, після того як півтори години дитина мучилась і померла, взяли маму, прив'язали непритомну до танка і по площі три кола провели. А коло площі — кілометр.

Повторно його показали на «Першому каналі» наступного дня, 13 липня 2014 року, в щотижневій інформаційній програмі Іради Зейналової.
Як з'ясували журналісти «Нової газети» та інтернет-ресурсу Slon.ru, незадовго до цього аналогічні повідомлення вже з'являлися в соціальних мережах:
9 липня активний прихильник «Російської весни» Олександр Дугін опублікував у Facebook текст про розп'яття в Слов'янську шестирічного хлопчика і розстріл всіх чоловіків Слов'янська молодше 35 років.
11 липня аналогічна розповідь була розміщена в спільноті «ВКонтакте» рос. «Сводки от Стрелкова».

## Розслідування
Відвідавши прифронтовий Слов'янськ кореспондент «Нової газети» Євген Фельдман опитав кілька десятків місцевих жителів, і жоден з них не підтвердив інформацію з гучного сюжету. Аналогічний результат мало розслідування, проведене журналістами телеканалу «Дождь».
Ніяких результатів не дали пошуки документальних матеріалів з Інтернету, котрі могли б підтвердити цю історію, хоча фото і відеоматеріали про дії українських військових у Слов'янську доступні у великих кількостях.
Також журналісти «Бі-Бі-Сі» та «Нової газети» виявили, що деякі твердження сюжету явно не відповідають дійсності. Наприклад, у Слов'янську відсутня площа Леніна, на яку нібито зігнали місцевих жителів.
Керівник південноросійського бюро «Першого каналу» Юлія Чумакова, яка записала скандальне відео, в категоричній формі відмовилася спілкуватися з журналістами «Нової газети», які спробували з'ясувати подробиці створення сюжету, і перенаправила їх в дирекцію громадських зв'язків телекомпанії.
Питання про цей сюжет знову виникли 18 грудня 2014 року, під час чергового спілкування Володимира Путіна з пресою. Ксенія Собчак привела його як приклад до питань про розпалювання ворожнечі на російському телебаченні. Однак питання залишилося без відповіді. Через три дні, 21 грудня, Ірада Зейналова в ефірі передачі «Час» заявила:

| .. у журналістів не було і немає доказів цієї трагедії, але це реальна розповідь реально існуючої жінки, котра втекла з пекла в Слов'янську. |
| |

## Реакції
Показ по центральному російському державному каналу сюжету про «розіп'ятого хлопчика» використовувався західними дослідниками як свідчення того, що дезінформація і брехня стали нормою для сучасних російських ЗМІ. Журналіст Аркадій Островський вбачає аналогію між цим прикладом і тими, що використовувалося для розпалювання ворожнечі під час єврейських погромів в Російській імперії.
Журналіст Девід Саттер у своїй книзі «Чим менше ви знаєте, тим краще ви спите: шлях Росії до терору і диктатури при Єльцині та Путіні» висловив думку, що телесюжет мав на меті розпалювання націоналістичної істерії. З цією думкою згодна і публіцист Лінда Кінстлер, яка відзначала в журналі «The Atlantic», що телесюжет встиг поширитися російським інтернетом, посиливши антиукраїнські настрої та налаштувавши населення на підтримку бойових дій.
На думку філолога Оксани Іссєрс, пропагандистський сюжет став в соціальних мережах синонімом журналістського «фейку» — очевидно неправдивої, абсурдної інформації. Редактор журналу «Fortune» Енн ВандерМей у своїй статті для американського журналу «The Wilson Quarterly» розглядала «розп'ятого хлопчика» як частину ширшої інформаційно-пропагандистської кампанії російського керівництва, основні напрями якої іноді називають «4 D» — англ. dismiss, distract, distort, dismay (заперечення, відволікання уваги, перекручування фактів, залякування). В розгорнутій статті журналу «The Economist» вигадані звірства з сюжету «Першого каналу» наводилися в якості одного зі свідчень того, що в Росії, як і в багатьох інших країнах, політика постправди стає провідним напрямком політичної культури.
Також, сюжет був висміяний багатьма інтернет-користувачами не тільки України, а й інших пострадянських республік, зокрема — Казахстану. За межами пострадянського простору сюжет є майже невідомим.
Цей сюжет був також згаданий в американському телесеріалі «Батьківщина» (англ. Homeland) (п'ята серія сьомого сезону), де колишній глава ЦРУ Сол Беренсон розмовляє з російським агентом Іваном Крупиним. Той стверджує, ця новина — фейк, а сюжет був придуманий «Шостим управлінням».